# Bentleyville (Pennsylvanie)
Pour les articles homonymes, voir Bentleyville.
Bentleyville est un borough situé au sud-est de la partie centrale du comté de Washington, en Pennsylvanie, aux États-Unis,. En 2010, il comptait une population de 2 581 habitants, estimée au 1er juillet 2020 à 2 509 habitants. Le borough est incorporé le 20 mai 1868.

## Démographie
Lors du recensement de 2010, le borough comptait une population de 2 581 habitants. Elle est estimée, en 2020, à 2 509 habitants.